# Pristimantis altamnis
Pristimantis altamnis Elmer & Cannatella, 2008 è una rana della famiglia Strabomantidae.